# Jean Duvieusart
Jean Pierre Duvieusart (1900. április 10. - 1977. október 10.) belga politikus és államférfi volt, Belgium miniszterelnöke 1950-ben.
A Belga Keresztényszocialista Párt (PSC-CVP) politikusaként 1947-1950 és 1952-1954 között pénzügyminiszter volt. 1950-ben Gaston Eyskens lemondása után két hónapig miniszterelnök volt, majd III. Lipót belga király lemondása után ő is távozott posztjáról.
1964 – 1965 között az Európai Parlament elnöke volt, majd 1968 – 1972 között a vallon közösség parlamentjének (Rassemblement wallon), illetve a brüsszeli franciák pártjának (Front Démocratique des Bruxellois Francophones, FDF) elnöke volt.
Fia, Étienne Duvieusart szintén politikai pályára lépett, a frankofón Parti Socialiste tagja.

## A Duvieusart-kormány tagjai
| Miniszteri tiszt                        | Név                    | Párt |
| --------------------------------------- | ---------------------- | ---- |
| Miniszterelnök                          | Jean Duvieusart        | PSC  |
| Gazdasági miniszter                     | Gaston Eyskens         | CVP  |
| Igazságügyminiszter                     | Henri Carton de Wiart  | PSC  |
| Külügyi és külkereskedelmi miniszter    | Paul van Zeeland       | PSC  |
| Belügyminiszter                         | Albert de Vleeschauwer | CVP  |
| Közlekedésiügyi miniszter               | Paul-Willem Segers     | CVP  |
| Munkaügyi és szociális miniszter        | Oscar Behogne          | PSC  |
| Mezőgazdasági miniszter                 | Maurice Orban          | CVP  |
| Gyarmatügyi miniszter                   | Pierre Wigny           | PSC  |
| Honvédelmi miniszter                    | Henri Moreau de Melen  | PSC  |
| Pénzügyminiszter                        | Jean van Houtte        | CVP  |
| Közmunkaügyi miniszter                  | Albert Coppé           | CVP  |
| Közoktatásügyi miniszter                | Pierre Harmel          | PSC  |
| Közegészségügyi és családügyi miniszter | Alfred de Taeye        | CVP  |
| Újjáépítési miniszter                   | André Dequae           | CVP  |

## Fordítás
- Ez a szócikk részben vagy egészben  a   Jean Duvieusart című angol Wikipédia-szócikk fordításán alapul.  Az eredeti cikk szerkesztőit annak laptörténete sorolja fel. Ez a jelzés csupán a megfogalmazás eredetét és a szerzői jogokat jelzi, nem szolgál a cikkben szereplő információk forrásmegjelöléseként.